# Nyanzapithecus alesi
 Nyanzapithecus alesi  ist eine ausgestorbene Art der Primaten aus der Gattung Nyanzapithecus, die während des mittleren Miozäns in Ostafrika vorkam. Das bislang einzige, in Kenia entdeckte Fossil, das dieser Art zugeschrieben wird, wurde in die Zeit vor rund 13 Millionen Jahren datiert. Anhand der täglichen Wachstumslinien der Zähne wurde rekonstruiert, dass es sich um ein Jungtier handelt, das im Alter von 485 ± 40 Tagen verstorben ist.
Einige Merkmale des Fossils ähneln laut Erstbeschreibung denen der heute lebenden Gibbons, andere ähneln den Merkmalen der direkten Vorfahren heute lebender Menschenaffen. Beide Merkmalsgruppen abwägend, vermuten die Forscher, dass das Fossil eher dem Formenkreis der unmittelbaren Menschenaffen-Vorfahren zuzurechnen ist.

## Namensgebung
Die Bezeichnung der Gattung Nyanzapithecus verweist auf den Fundort in der kenianischen Provinz Nyanza. Die zweite Hälfte des Gattungsnamens ist abgeleitet aus dem griechischen Wort πίθηκος (altgriechisch ausgesprochen píthēkos: „Affe“). Das Epitheton alesi entstammt der in Nord-Kenia verbreiteten Turkana-Sprache: ales = „Vorfahre“, „Urahn“. Nyanzapithecus bedeutet somit sinngemäß „Ur-Affe aus Nyanza“.

## Erstbeschreibung
Holotypus von Nyanzapithecus alesi ist der fast vollständig erhaltene, annähernd zitronen-große Schädel eines Jungtiers mit der Sammlungsnummer KNM-NP 59050 vom Fundort Napudet (2° 57′ N, 35° 52′ O) im nordkenianischen Turkana-Becken, westlich vom Turkana-See, der im Jahr 2014 von John Ekusi vom Turkana Basin Institute in 13 Millionen Jahre alten Gesteinsschichten entdeckt wurde. Der Schädel ist nur leicht deformiert, der zugehörige Unterkiefer wurde nicht entdeckt. Die Kronen aller Milchzähne sind abgebrochen, ihre Zahnwurzeln blieben jedoch erhalten. Die Zähne des dauerhaften Gebisses waren zum Zeitpunkt des Todes noch nicht durchgebrochen. Aus Röntgenbildern konnte auch der Bau des Innenohrs und des Gleichgewichtsorgans rekonstruiert werden, deren Gestalt dahingehend interpretiert wurde, dass die Tiere dieser Art sich im Geäst der Bäume nicht – wie Gibbons – akrobatisch schnell fortbewegten, sondern, wie heutige Menschenaffen, eher gemächlich.
Einer eigenen Art wurde der Fund laut Erstbeschreibung im Jahr 2017 zugeordnet, weil insbesondere der 1. Molar signifikant größer ist als bei den anderen, älteren Arten der Gattung Nyanzapithecus. Gleichwohl wurde aus der Morphologie (Gestalt) des Schädels abgeleitet, dass diese Art ungefähr die Größe heute lebenden Siamangs aufwies. Laut Max-Planck-Gesellschaft zeigt der Schädel „wie der gemeinsame Vorfahr aller heute lebenden Menschenaffen und Menschen ausgesehen haben könnte.“
Zur näheren Verwandtschaft von Nyanzapithecus alesi gehören laut Erstbeschreibung u. a. die Arten Rangwapithecus gordoni, Turkanapithecus kalakolensis, Oreopithecus bambolii und Rukwapithecus fleaglei.
In der Erstbeschreibung der Gattung wurde diese zur Familie Oreopithecidae gestellt; andere Autoren ordnen sie der Familie Proconsulidae zu.

## Belege
1. ↑  Isaiah Nengo et al.: New infant cranium from the African Miocene sheds light on ape evolution. In: Nature. Band 548, 2017. S. 169–174, doi:10.1038/nature23456.
2. ↑  New 13 million-year-old infant skull sheds light on ape ancestry. Auf: leakeyfoundation.org vom 8. September 2017.
3. ↑  Affenschädel belegt Ursprung von Menschenaffen und Menschen in Afrika. Auf: mpg.de vom 9. August  2017.
4. ↑  Terry Harrison: New Fossil Anthropoids From the Middle Miocene of East Africa and Their Bearing on the Origin of the Oreopithecidae. In: American Journal of Physical Anthropology. Band 71, Nr. 3, 1986, S. 265–284, doi:10.1002/ajpa.1330710303, Volltext (PDF).
5. ↑  Iyad S. Zalmout et al.: New Oligocene primate from Saudi Arabia and the divergence of apes and Old World monkeys. In: Nature. Band 466, 2010, S. 360–364, doi:10.1038/nature09094.